# Mahdí
Mahdí (arabsky مهدي‎) je v arabštině čestné označení pro „Bohem správně vedeného“. Šíité věří, že je to jméno skrytého nesmrtelného imáma, který obnoví na zemi víru a spravedlnost. Nejde však o výlučně ší'itský koncept, příchod Mahdího očekávají před soudným dnem také sunnité.